# Sonia Lannaman
Sonia Lannaman (Reino Unido, 24 de marzo de 1956) es una atleta británica retirada, especializada en la prueba de 4 x 100 m en la que llegó a ser campeona olímpica en 1980.

## Carrera deportiva
En los JJ. OO. de Moscú 1980 ganó la medalla de bronce en los relevos 4 x 100 metros, con un tiempo de 42.43 segundos, llegando a meta tras Alemania del Este y la Unión Soviética, siendo sus compañeras de equipo: Heather Hunte, Kathy Smallwood y Beverley Goddard.